# Роденго
Роденго (итал. Rodengo) је насеље у Италији у округу Болцано, региону Трентино-Јужни Тирол.
Према процени из 2011. у насељу је живело 1170 становника. Насеље се налази на надморској висини од 1351 м.

## Становништво
Према резултатима пописа становништва 2011. у општини је живело 1.195 становника.
| 1931. | 1936. | 1951. | 1961. | 1971. | 1981. | 1991. | 2001. | 2011. |
| ----- | ----- | ----- | ----- | ----- | ----- | ----- | ----- | ----- |
| 808   | 797   | 772   | 893   | 944   | 925   | 1.031 | 1.157 | 1.195 |

## Партнерски градови
- Finthen, Gnadenwald, Мајнц